# 法瑪瓦蒂
法玛瓦蒂（1923年2月5日—1980年5月14日），是印度尼西亚民族英雄，印度尼西亚首位总统蘇卡諾的第三位妻子，印度尼西亚首位第一夫人，印度尼西亚首位女总统梅加瓦蒂·苏加诺普特丽的母亲。她制作了印度尼西亚的第一面国旗。

## 经历

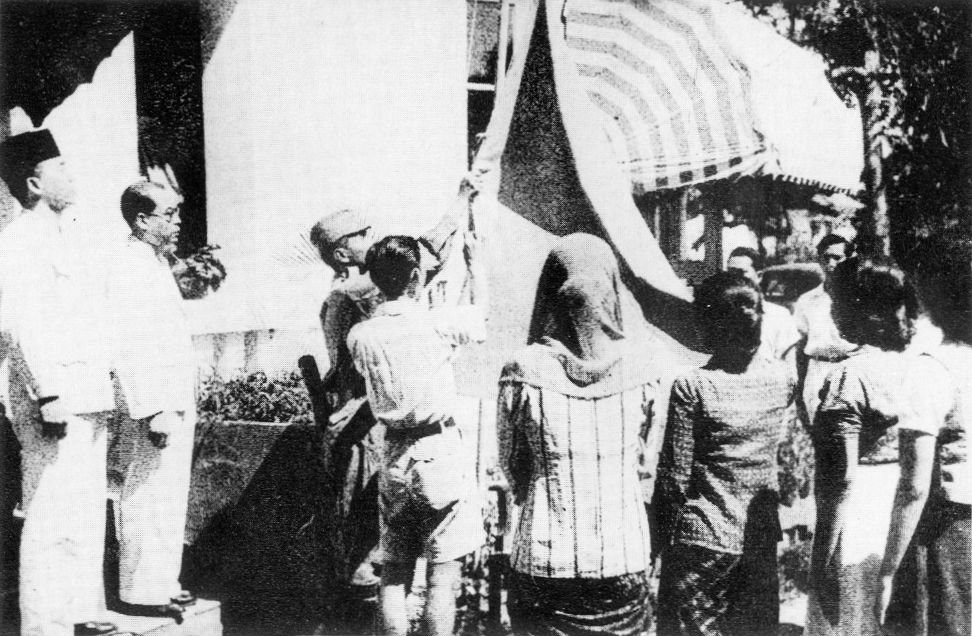
1945年8月17日，法玛瓦蒂亲手缝制的印尼第一面国旗升起

法玛瓦蒂在1923年2月5日生于蘇門答臘南部明古鲁，其中一位祖先是米南佳保族王國——英德拉普拉蘇丹國的公主。法玛瓦蒂认识苏加诺时不到20岁，此时苏加诺的妻子是53岁的英吉（Inggit），英吉起初不情愿，卻在两年後同意离婚。苏加诺再娶的理由是生下一个带有他名字的孩子。

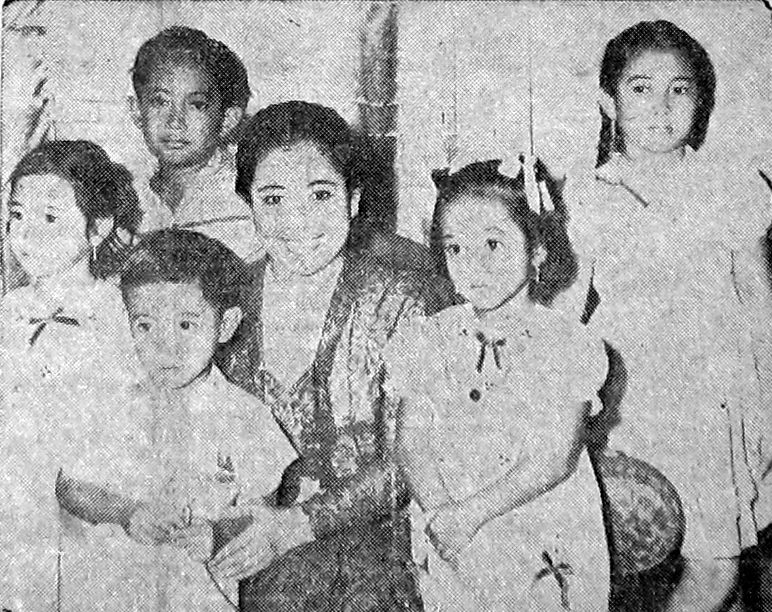
法玛瓦蒂与她和苏加诺的五个孩子

1943年法玛瓦蒂成为了苏加诺的第三位妻子，第二年他们有了第一个孩子，苏加诺给他取名为“Guntur”。1945年印度尼西亚宣布独立，法玛瓦蒂制作了第一面国旗，此后每年8月17日都会升起这面旗帜以示纪念，直到1968年才被复制品替代，而原件被保存起来。
法玛瓦蒂的二女梅加瓦蒂·苏加诺普特丽在2001年成为印度尼西亚第5任总统，也是印尼首位女总统。